# Kassym-Jomart Tokayev
Kassym-Jomart Kemelevich Tokayev (tiếng Kazakh: Қасым-Жомарт Кемелұлы Тоқаев, Qasym-Jomart Kemeluly Toqaev, tiếng Nga: Касым-Жомарт Кемелевич Токаев; sinh ngày 17 tháng 5 năm 1953) là một chính trị gia và nhà ngoại giao Kazakhstan. Ông nhậm chức Tổng thống Kazakhstan vào ngày 20 tháng 3 năm 2019, kế nhiệm Nursultan Nazarbayev, người đã từ chức vào ngày 19 tháng 3 năm 2019 sau 29 năm tại vị. Ông là Chủ tịch Thượng viện Kazakhstan từ ngày 16 tháng 10 năm 2013 đến ngày 19 tháng 3 năm 2019 và từ ngày 11 tháng 1 năm 2007 đến ngày 15 tháng 4 năm 2011. Tokayev từng là Thủ tướng Kazakhstan từ ngày 1 tháng 10 năm 1999 đến ngày 28 tháng 1 năm 2002 và là Tổng giám đốc Văn phòng Liên hợp quốc tại Geneva từ ngày 12 tháng 3 năm 2011 đến ngày 16 tháng 10 năm 2013.

## Thời trẻ
Kassym-Jomart Tokayev sinh ngày 17 tháng 5 năm 1953 tại Alma-Ata. Cha của ông, Kemel Tokayev (1923-1986), là một cựu chiến binh trong Thế chiến 2 và là một nhà văn nổi tiếng người Kazakhstan. Mẹ ông, Turar Shabarbayeva (1931-2000), làm việc tại Học viện Ngoại ngữ Alma-Ata.

## Sự nghiệp

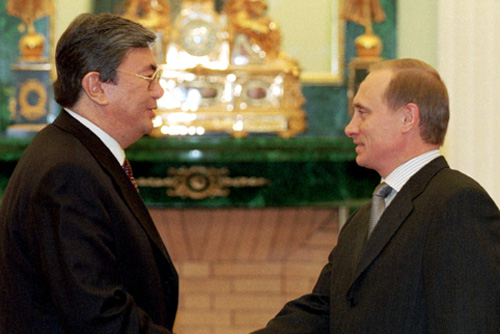
Tokayev với Vladimir Putin tại điện Kremlin, 19/1/2000.

Năm 1970, Tokayev nhập học Viện Quan hệ Quốc tế Nhà nước Moskva. Năm thứ năm, ông được gửi đi đào tạo tại Đại sứ quán Liên Xô ở Trung Quốc trong sáu tháng. Sau khi tốt nghiệp Học viện Quan hệ Quốc tế Moscow năm 1975, Tokayev gia nhập Bộ Ngoại giao Liên Xô và được gửi đến Đại sứ quán Liên Xô tại Singapore. Năm 1979, ông trở lại Bộ Ngoại giao Liên Xô. Năm 1983, anh sang Trung Quốc tham gia các khóa đào tạo tại Học viện Ngôn ngữ Bắc Kinh. Năm 1984 đến năm 1985, ông phục vụ trong Bộ Ngoại giao. Sau đó, ông được gửi đến Đại sứ quán Liên Xô tại Bắc Kinh, nơi ông phục vụ cho đến năm 1991 với tư cách là Bí thư thứ hai, Bí thư thứ nhất và Tham tán. Năm 1991, ông đăng ký học tại Học viện Ngoại giao của Bộ Ngoại giao Liên Xô tại Moscow trong một khóa đào tạo cho các nhà ngoại giao cao cấp.